# Ulica Milionowa w Petersburgu

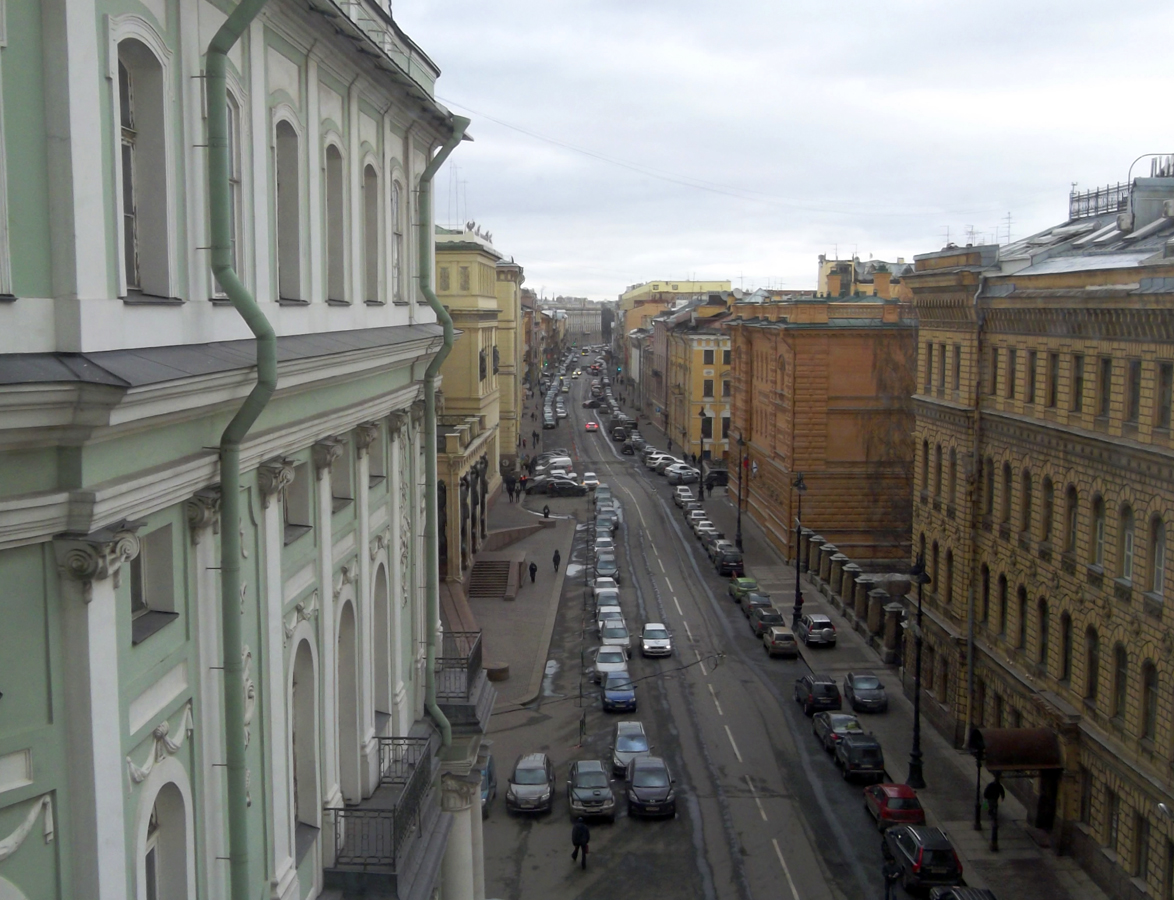
Widok na ul. Milionową z Pałacu Zimowego

Ulica Milionowa (ros. Миллионная улица, Millionnaja ulica) – ulica w Petersburgu. Rozpoczyna swój bieg nad Kanałem Łabędzim, biegnie równolegle do Newy i kończy bieg na Placu Pałacowym. Przebiega przez dwie wyspy – 1. i 2. Wyspę Admiralicji (do przekopania Kanału Zimowego była to jedna wyspa). 

## Historia
Ulica została wytyczona w 1711 r. w związku z budową Pałacu Zimowego. Oficjalnie układ ulic w tej części miasta został zatwierdzony przez Piotra I w maju 1715 r. Ulicy nadano wówczas nazwę Wielkiej, gdyż wyróżniała się swoją długością, na pierwszych planach Petersburga funkcjonowała również jako Pocztowa lub Wielka Niemiecka (od słobody niemieckiej, jaka ukształtowała się w tej części Petersburga). W latach 1718–1719 ulicę przeciął Kanał Zimowy, nad którym wzniesiono pierwszy w Petersburgu most zwodzony. W pierwszych latach po wytyczeniu ulicy wzniesiono przy niej pierwszych kilkanaście domów mieszkalnych. Od lat 30. XVIII w. ulicę nazywano wymiennie Niemiecką, Grecką (od innej położonej w pobliżu słobody) oraz Milionową. Ostatnia z nazw odnosiła się do rezydencji hrabiego Szeremetjewa położonej przy ulicy pod nr. 19. Z uwagi na ogromny przepych obiektu nazywano go Milionowym Domem. Zabudowa ulicy, położonej w bezpośrednim sąsiedztwie Pałacu Zimowego i Nabrzeża Pałacowego, należała do najwystawniejszych w rozwijającym się Petersburgu. Rezydencje i wille wznosili przy niej zarówno Rosjanie, jak i cudzoziemcy. Jeszcze w 1738 r. oficjalną nazwą ulicy została Wielka Niemiecka.

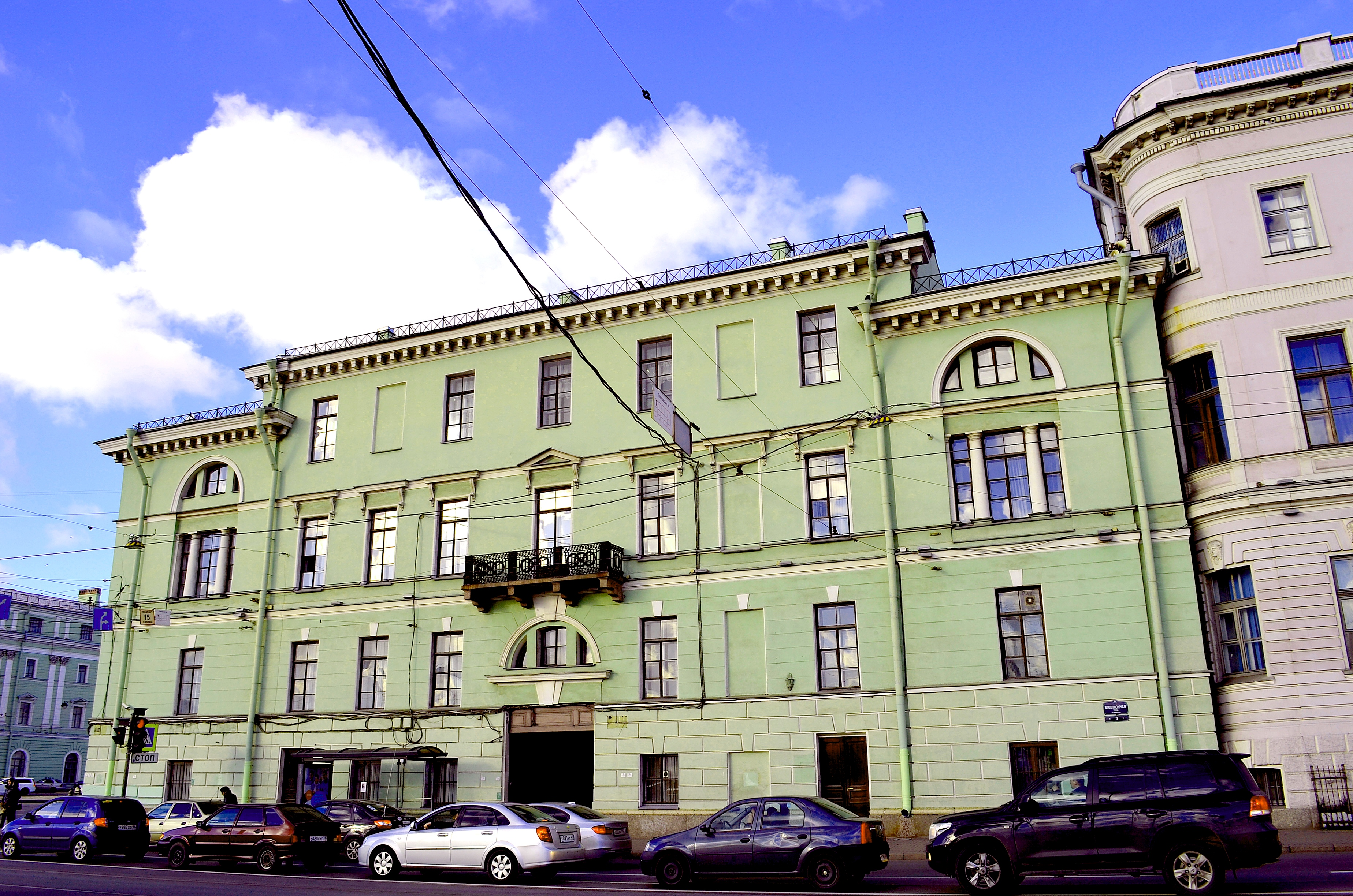
Pałac Sałtykowa, rezydencja z lat 80. XVIII w. pod nr 3

W 1736 r. i 1737 r. zabudowa ulicy została zniszczona przez kilka pożarów śródmieścia Petersburga. Jedną z przyczyn szybkiego rozprzestrzeniania się ognia był fakt, że w tej części miasta obok efektownych murowanych rezydencji wznoszono budynki drewniane. Po pożarach, które strawiły całe słobody Niemiecką i Grecką, budowania drewnianych domów zabroniono. Przy Wielkiej Niemieckiej powstały kamienne domy zamożnych mieszkańców miasta, celowo wznoszone na wysokim fundamencie, by nie ulec zniszczeniu w czasie regularnych powodzi. Na pierwszych kondygnacjach budynków od lat 40. XVIII w. otwierano również sklepy. Ulicę wydłużono aż do Kanału Łabędziego, wzdłuż Łąki Carycy (późniejszego Pola Marsowego). W końcu XVIII w. do powszechnego użytku weszła nazwa ulica Milionowa, która brzmiała bardziej prestiżowo; ulicę w tym okresie zamieszkiwali głównie przedstawiciele arystokracji, natomiast część budynków, należących do gorzej urodzonych, choć zamożnych właścicieli, była oddawana pod wynajem. Jeszcze w XIX w. ulicę nazywano też Wielką Milionową, dla odróżnienia od Małej Milionowej – części obecnej ul. Wielkiej Morskiej, lub Troicką, od cerkwi Trójcy Świętej znajdującej się w pałacu księcia Oldenburskiego.
W 1918 r. ulicy Milionowej nadano imię narodowolca Stiepana Chałturina, który w 1880 r. próbował dokonać zamachu na Aleksandra II, wysadzając w powietrze część Pałacu Zimowego. Nazwę historyczną przywrócono ulicy w 1991 r.

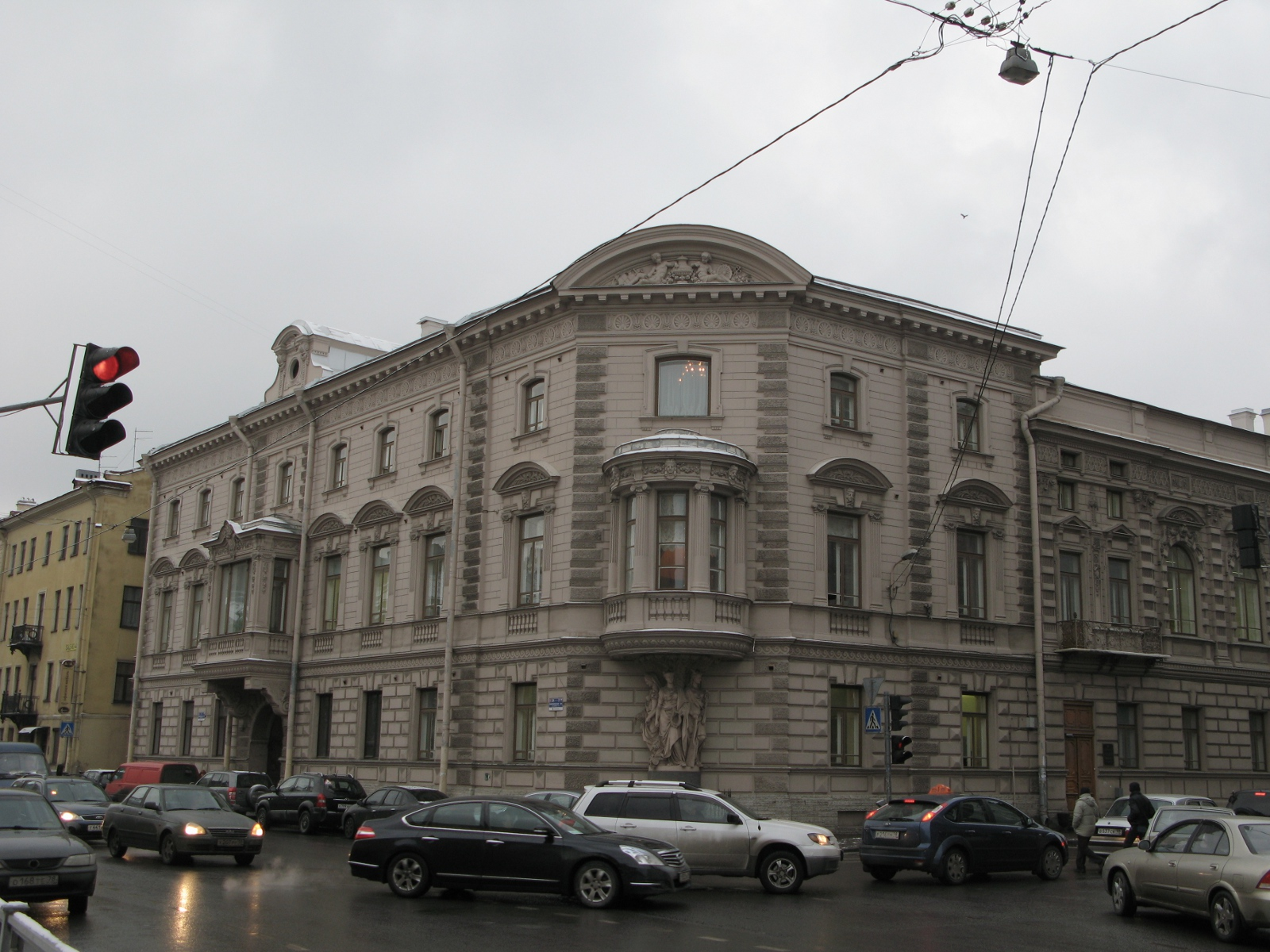
Rezydencja Cantemira, nr 7

## Znaczące obiekty
- dom Iwana Bieckiego, następnie pałac księcia Oldenburskiego, wzniesiony w latach 70. lub w latach 1784–1787 według projektu Jeana-Baptiste'a Vallina de la Mothe, przebudowany w latach 30. XIX w. według projektu Wasilija Stasowa[2]
- dom Sałtykowa, wzniesiony w latach 1784–1788 według projektu Giacomo Quarenghiego[2]

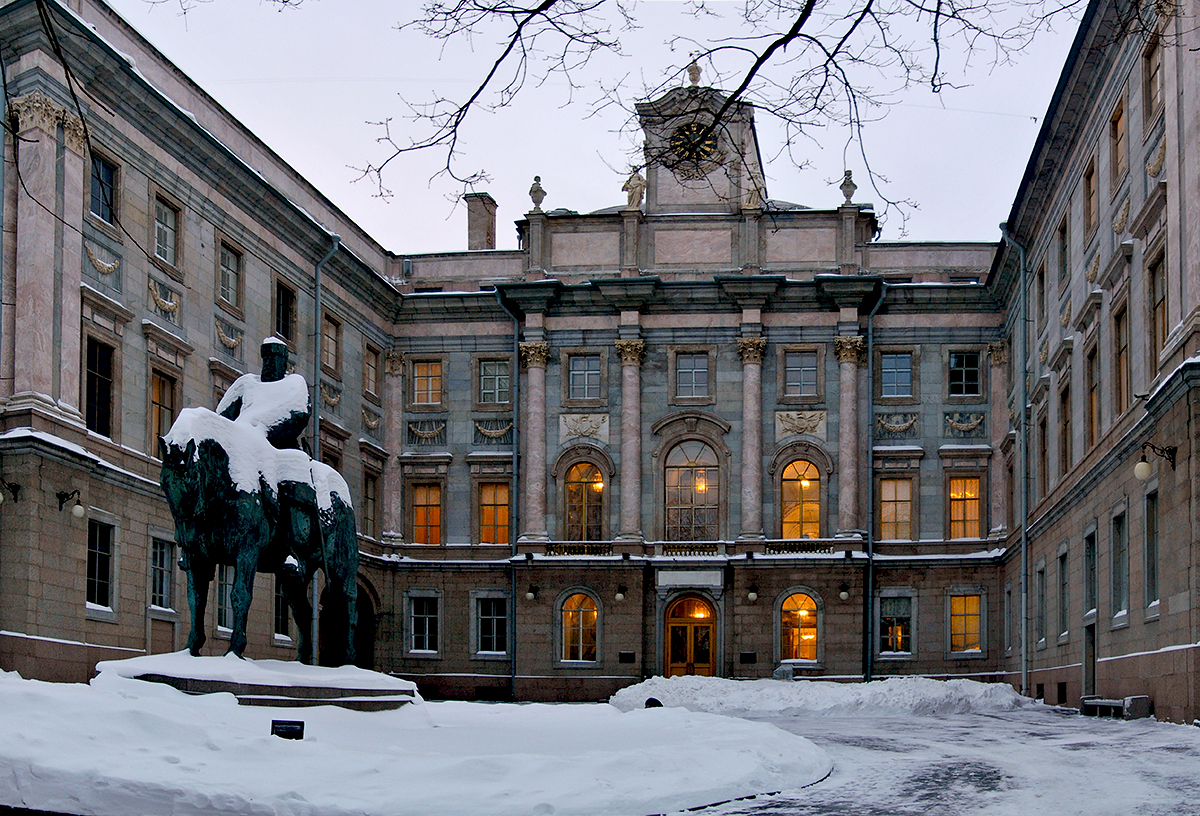
Pałac Marmurowy

- Pałac Marmurowy, dawny budynek głównej apteki, wzniesiony w 1732 r., pod nr 4[2]
- pałac Dimitrie Cantemira, wzniesiony w I poł. XVIII w. według projektu Bartolomeo Rastrellego, przebudowany na miejską rezydencję dla Ilji Gromowa w XIX w., pod nr 7[6][7]
- Pałac Marmurowy pod nr 5/1[2]
- dom Bariatyńskich wzniesiony w latach 1720–1730, przebudowany w XIX w., pod nr 21[8]
- dom hrabiego Apraksina, następnie Siemiona Abamelek-Łazariewa, przebudowany w latach 70. XVIII w. i na pocz. XX w. według projektu J. Worotiłowa, pod nr 22[7]
- dom Iwana Musina-Puszkina, przebudowany w latach 90. XIX w., pod nr 29[7]
- dom L. Blumentrosta pod nr 30[7]
- koszary 1 batalionu Prieobrażeńskiego Pułku Lejbgwardii pod nr 33[2]
- dom sztabu generalnego, wzniesiony w 1843 r. według projektu Aleksandra Briułłowa, pod nr 38[2]
- Pałac Nowo-Michajłowski[2] ze skrzydłem powstałym poprzez przebudowę dawnego Milionowego Domu (Sztalmejstierski korpus) pod nr 19[9]